# Temnothorax lichun
Temnothorax lichun (лат.) — вид мелких муравьёв рода Temnothorax из подсемейства мирмицины (Formicidae). Встречается в Китае.

## Этимология
Видовое название T. lichun происходит от слова «Lìchūn» (立春, «личунь», «начало весны»), обозначающего один из 24 сроков (знаков зодиака) традиционного Китайского солнечного календаря (знак Водолей, с 4 февраля).

## Распространение
Китай: провинция Юньнань.

## Описание
Мелкие муравьи (около 3 мм), основная окраска тела чёрная (голова и брюшко) и красно-коричневая (грудь, петиоль, постпетиоль). Новый вид сходен с T. taivanensis (Wheeler, 1929), но отличается от него петиолярным узелком грубо трапециевидной формы с широко закруглённым дорсумом при боковом виде, вершина скапуса усикова доходят до заднего края головы, дорс головы густо сетчатый; у T. taivanensis петиолярный узел грубо конический с узко закруглённым дорсумом при виде сбоку, вершины скапусов усиков отчётливо превосходят задний край головы, дорсум головы слабо сетчатый. Новый вид также сходен с T. argentipes (Wheeler, 1928), но отличается тем, что у нового вида петиолярный узел почти трапециевидный и длиннее переднего стебелька при виде сбоку, проподеальный дорсум слабо вогнут; у T. argentipes петиолярный узел почти конический и короче переднего стебелька при виде сбоку, проподеальный дорсум прямой. Новый вид также похож на T. reduncus (Wang & Wu, 1988), но отличается тем, что у нового вида петиолярный узел почти трапециевидный и длиннее переднего стебелька при боковом виде, проподеальный дорсум слабо вогнутый; у T. reduncus петиолярный узел почти треугольный и такой же длинный, как передний стебелёк при боковом виде, проподеальный дорсум прямой. Заднегрудь угловатая, с проподеальными шипиками. Грудь и голова сверху с морщинками, профиль ровный, без промезонотального и метанотального шва. Брюшко гладкое и блестящее. Усики 12-члениковые. Вид был впервые описан в 2024 году китайскими мирмекологами Yu-Han Qian и Zheng-Hui Xu (Southwest Forestry University, Куньмин, Юньнань) по типовым материалам из Китая.

### Комментарии
1. ↑  В западном календаре это соответствует второй половине зодиакального знака Водолей (с 4 февраля), а в переводе означает «начало весны». Первой половине соответствует dahan и назван вид Temnothorax dahan.